# Liste des membres de la Chambre des pairs (Restauration)
Pour les articles homonymes, voir Pair de France.
La présente liste donne l'identité des membres de la Chambre des pairs sous la Restauration bourbonienne. Pendant la Première Restauration, la pairie est exclusivement viagère et le roi n'y attache aucun titre. Avec la Seconde Restauration, la pairie évolue : par une ordonnance du 13 août 1815, Louis XVIII renonce à nommer des pairs à vie, instituant de facto l'hérédité de la pairie. Dès lors, chaque pair se voit le plus souvent attacher un titre nobiliaire.
Il existe plusieurs types de pairs :
- les pairs de droit, c'est-à-dire les fils de France, les petits-fils de France et les princes du sang ;
- les pairs ecclésiastiques ;
- et les pairs héréditaires.

## Liste des pairs de France

### Présidents de la Chambre des pairs
- Charles Henri Dambray (1760-1829), chancelier de France, pair (1814).
- Emmanuel de Pastoret (1756-1840), chancelier de France, pair (1814), puis marquis de Pastoret et pair (1817).

### Pairs de droit
- Charles-Philippe de France (1757-1836), comte d'Artois.
  - Louis-Antoine d'Artois (1775-1844), duc d'Angoulême.
  - Charles-Ferdinand d'Artois (1778-1820), duc de Berry.
    - Henri d'Artois (1820-1883), duc de Bordeaux.
- Louis-Philippe d'Orléans (1773-1850), duc d'Orléans.
  - Ferdinand-Philippe d'Orléans (1810-1842), duc de Chartres.
  - Louis d'Orléans (1814-1896), duc de Nemours.
  - François d'Orléans (1818-1900), prince de Joinville.
  - Charles d'Orléans (1820-1828), duc de Penthièvre.
  - Henri d'Orléans (1822-1897), duc d'Aumale.
  - Antoine d'Orléans (1824-1890), duc de Montpensier.
- Louis-Joseph de Bourbon (1736-1818), prince de Condé.
  - Louis-Henri de Bourbon (1756-1830), duc de Bourbon puis prince de Condé.

### Pairs ecclésiastiques

#### Ducs et pairs
- Alphonse-Hubert de Latier de Bayane, (1739-1818), cardinal, pair (1814) puis duc de Bayane et pair (1817).
- Alexandre-Angélique de Talleyrand-Périgord, (1736-1821), cardinal archevêque de Paris, pair (1815) puis duc et pair (1817).
- César-Guillaume de La Luzerne (1738-1821), cardinal, pair (1814) puis duc et pair (1817).
- Jules-Antoine de Clermont-Tonnerre, (1749-1830), cardinal, archevêque de Toulouse, pair (1814) puis comte et pair (1817) puis duc et pair (1823).
- Louis-François de Bausset-Roquefort, (1748-1824), cardinal, pair (1815) puis duc et pair (1817).
- Louis-Henri de La Fare, (1752-1829), cardinal, duc et pair (1822).
- Jean-Baptiste de Latil, (1761-1839), cardinal, archevêque de Reims comte et pair (1822) puis duc et pair (1826).
- Gustave-Maximilien de Croÿ-Solre, (1772-1844), cardinal, archevêque de Rouen, duc et pair (1822).
- Joachim-Xavier d'Isoard, (1766-1839), cardinal, archevêque d'Auch, duc et pair (1829).

#### Comtes et pairs
- Mgr Jean-Baptiste Bourlier (1731-1821), évêque d'Evreux, pair (1814-1815 et 1815-1817) puis comte-pair (1817-1821)
- Mgr Gabriel Cortois de Pressigny (1745-1823), archevêque de Besançon, comte-pair (1817-1823)
- Mgr Pierre-François de Pierre de Bernis (1752-1823), archevêque de Rouen, comte-pair (1821-1823)
- Mgr Charles François d'Aviau du Bois de Sanzay (1736-1826), archevêque de Bordeaux, comte-pair (1821-1826)
- Mgr Jean-Charles de Coucy (1746-1824), archevêque de Reims, comte-pair (1822-1824)
- Mgr Jean-Baptiste du Chilleau (1735-1824), archevêque de Tours, pair (1822-1823) puis comte-pair (1823-1824)
- Mgr Etienne-Antoine de Boulogne (1752-1825), archevêque-évêque de Troyes, comte-pair (1822-1825)
- Mgr Hyacinthe-Louis de Quelen (1778-1839), archevêque de Paris, comte-pair (1822-1830)
- Mgr Denis-Antoine de Frayssinous (1765-1841), évêque in partibus d'Hermopolis Maior (de), comte-pair (1822-1830)
- Mgr Paul-Ambroise Frère de Villefrancon (1754-1828), archevêque de Besançon, comte-pair (1823-1828)
- Mgr Roch-Étienne de Vichy (1753-1829), évêque d'Autun, comte-pair (1823-1829)
- Mgr Jean-Marie Cliquet de Fontenay (1755-1824), archevêque de Bourges, comte-pair (1824)
- Mgr Jean-Pierre de Gallien de Chabons (1756-1838), évêque d'Amiens, comte-pair (1824-1830)
- Mgr Guillaume-Aubin de Villèle (1770-1841), archevêque de Bourges, comte-pair (1824-1830)
- Mgr Charles-Louis Salmon du Chatellier (1761-1841), évêque d'Evreux, comte-pair (1824-1830)
- Mgr Pierre-Raymond de Bausset-Roquefort (1757-1829), évêque de Vannes puis archevêque d'Aix-en-Provence, comte-pair (1825-1829)
- Mgr Jean-Louis Lefebvre de Cheverus (1756-1836), archevêque de Bordeaux, comte-pair (1826-1830)
- Mgr André-Antoine de Morlhon (1753-1828), archevêque d'Auch, comte-pair (1827-1828)
- Mgr Etienne-Martin Morel de Mons (1752-1830), archevêque d'Avignon, comte-pair (1827-1830)
- Mgr Charles de Brault (1752-1833), archevêque d'Albi, comte-pair (1827-1830)
- Mgr Augustin Louis de Montblanc (1767-1841), archevêque de Tours, comte-pair (1827-1830)
- Mgr Jean-Gaston de Pins (1766-1850), ex évêque de Béziers, de Limoges puis administrateur apostolique de l'archidiocèse de Lyon, comte-pair (1827-1830)
- Mgr François-Hyacinthe Feutrier (1785-1830), évêque de Beauvais, comte-pair (1829-1830)

#### Pairs non titrés
- Alexandre-Emmanuel de Crussol-Florensac, (1743-1815), bailli de l'Ordre de Malte, pair (1814).
- Louis-Mathias de Barral, (1756-1816), archevêque de Tours, pair (1814).

### Pairs héréditaires

#### Ducs et pairs
- Charles-Paul d'Albert (1783-1839), duc de Luynes, pair (1814-1815 et 1815-1817) puis duc-pair (1817-1830)
- Général Charles-Paul-François de Beauvillier (1745-1828), duc de Saint-Aignan, pair (1814-1815 et 1815-1817) puis duc-pair (1817-1828)
- Louis-Félicité de Brancas (1733-1824), duc de Villars-Brancas, pair (1814-1815 et 1815-1817) puis duc-pair (1817-1824)
  - Louis-Buffile de Brancas (1772-1852), duc de Villars-Brancas, duc-pair (1825-1830), neveu et successeur du précédent
- Prince Victor de Broglie (1785-1870), duc de Broglie, pair (1814-1815 et 1815-1817) puis duc-pair (1817-1830)
- Général Louis-Joseph-Nompar de Caumont (1768-1838), duc de La Force, pair (1814-1815 et 1815-1817) puis duc-pair (1817-1830)
- Claude-Gabriel de Choiseul (1760-1838), duc de Choiseul, pair d'Ancien Régime, pair (1814-1815 et 1815-1817) puis duc-pair (1817-1830)
- Comte Claude-Raynald de Choiseul-Praslin (1778-1841), duc de Praslin, ex-pair d'Empire, pair (1814-1815 et 1819-1824) puis duc-pair (1824-1830)
- Maréchal  Henri-Guillaume Clarke (1765-1818), duc de Feltre, pair (1814-1815 et 1815-1817) puis duc-pair (1817-1818)
  - Edgar Clarke (1799-1852), duc de Feltre, duc-pair (1818-1830), fils et successeur du précédent
- Aynard de Clermont-Tonnerre (1769-1837), duc de Clermont-Tonnerre, pair (1814-1815 et 1815-1817) puis duc-pair (1817-1830)
- Augustin-Timoléon de Cossé (1775-1848), duc de Brissac, pair (1814-1815 et 1815-1817) puis duc-pair (1817-1830)
- Prince Auguste de Croÿ (1765-1822), duc de Croÿ et prince de Dülmen, pair (1814-1815 et 1815-1817) puis duc-pair (1817-1822)
  - Prince Alfred de Croÿ (1789-1861), duc de Croÿ et prince de Dülmen, duc-pair (1822-1830), fils et successeur du précédent
- Prince Joseph-Maximilien de Croÿ (1756-1843), duc de Croÿ-Wailly et d'Havré, pair (1814-1815 et 1815-1817) puis duc-pair (1817-1830)
- François-Emmanuel de Crussol (1756-1843), duc d'Uzès, pair (1814-1815 et 1815-1817) puis duc-pair (1817-1830)
- Général Amédée-Malo de Durfort (1771-1838), duc de Duras, pair (1814-1815 et 1815-1817) puis duc-pair (1817-1830)
- Général Jean-Laurent de Durfort (1746-1826), duc de Lorge et marquis de Civrac, pair (1814-1815 et 1815-1817) puis duc-pair (1817-1826)
  - Général Guy-Eméric de Durfort (1767-1839), duc de Lorge, duc-pair (1826-1830), fils et successeur du précédent
- Général Edouard Fitz-James (1776-1838), duc de Fitz-James, pair (1814-1815 et 1815-1817) puis duc-pair (1817-1830)
- Maréchal François Henri de Franquetot (1737-1821), duc de Coigny, pair d'Ancien Régime, pair (1814-1815 et 1815-1817) puis duc-pair (1817-1821)
  - Augustin-Gustave de Franquetot (1788-1865), duc de Coigny, duc-pair (1821-1830), petit-fils et successeur du précédent
- Antoine-Louis de Gramont (1755-1836), duc de Gramont et prince de Bidache, pair (1814-1815 et 1815-1817) puis duc-pair (1817-1830)
- Prince Honoré V de Monaco (1778-1841), duc de Valentinois, pair (1814-1815 et 1815-1817) puis duc-pair (1817-1830)
- François d'Harcourt (1755-1839), duc d'Harcourt, pair (1814-1815 et 1815-1817) puis duc-pair (1817-1830)
- Maréchal François-Christophe Kellermann (1735-1820), duc de Valmy, pair (1814-1815 et 1815-1817) puis duc-pair (1817-1820)
  - Général, comte François-Etienne Kellermann (1770-1835), duc de Valmy, ex pair d'Empire, duc-pair (1820-1830), fils et successeur du précédent
- Armand-Charles-Augustin de La Croix (1756-1842), duc de Castries, pair (1814-1815 et 1815-1817) puis duc-pair (1817-1830)
- François XII Alexandre de La Rochefoucauld (1747-1827), duc de La Rochefoucauld et de Liancourt, pair (1814-1815 et 1815-1817) puis duc-pair (1817-1827)
  - Général François XIII de La Rochefoucauld (1765-1848), duc de La Rochefoucauld, duc-pair (1827-1830), fils et successeur du précédent
- Général Ambroise-Polycarpe de La Rochefoucauld (1765-1841), duc de Doudeauville, pair (1814-1815 et 1815-1817) puis duc-pair (1817-1830)
- Général Charles-Joseph de La Trémoïlle (1764-1839), duc de Thouars et prince de Talmont, pair (1814-1815 et 1815-1817) puis duc-pair (1817-1830)
- Général Pierre-Gaston de Lévis (1764-1830), duc de Lévis, pair (1814-1815 et 1815-1817) puis duc-pair (1817-1830)
  - Gaston-François de Lévis (1794-1863), duc de Lévis, duc-pair (1830), fils et successeur du précédent.
- Général, Charles-Eugène de Lorraine (1751-1825), duc d'Elbeuf et prince de Lambesc, pair d'Ancien Régime, pair (1814-1815 et 1815-1817) puis duc-pair (1817-1825)
- Maréchal Etienne-Jacques-Alexandre Mac-Donald (1765-1840), duc de Tarente, pair (1814-1815 et 1815-1817) puis duc-pair (1817-1830)
- Général Charles-François-Armand de Maillé de La Tour-Landry (1770-1837), duc de Maillé, pair (1814-1815 et 1815-1817) puis duc-pair (1817-1830)
- Anne-Charles-François de Montmorency (1768-1846), duc de Montmorency et marquis de Fosseux, 1er baron chrétien de France, pair (1814-1815 et 1815-1817) puis duc-pair (1817-1830)
- Général Charles-Emmanuel de Montmorency (1774-1861), duc de Piney-Luxembourg et de Châtillon, pair (1814-1815 et 1815-1817) puis duc-pair (1817-1830)
- Anne-Christian de Montmorency (1767-1821), duc de Beaumont et prince de Tingry, pair (1814-1815 et 1815-1817) puis duc-pair (1817-1821)
  - Anne-Edouard-Joseph de Montmorency (1802-1878), duc de Beaumont et prince de Tingry, duc-pair (1821-1830), fils et successeur du précédent
- Jean-Paul-François de Noailles (1739-1824), duc de Noailles et d'Ayen, pair (1814-1815 et 1815-1817) puis duc-pair (1817-1824)
  - Paul de Noailles (1802-1885), duc de Noailles, duc-pair (1827-1885), petit-neveu et successeur du précédent
- Philippe-Marc de Noailles (1752-1819), duc de Mouchy et de Poix, pair (1814-1815 et 1815-1817) puis duc-pair (1817-1819)
  - Charles-Arthur de Noailles (1771-1834), duc de Mouchy et de Poix, duc-pair (1819-1830), fils et successeur du précédent
- Maréchal Nicolas-Charles Oudinot (1767-1847), duc de Reggio, pair (1814-1815 et 1815-1817) puis duc-pair (1817-1830)
- François-Armand de Polignac (1745-1817), duc de Polignac, pair (1814-1815 et 1815-1817) puis duc-pair (1817)
  - Armand de Polignac (1771-1847), duc de Polignac, duc-pair (1817-1830), fils et successeur du précédent
- Paul-François de Quelen de Stuer de Caussade (1746-1828), duc de La Vauguyon, pair (1814-1815 et 1815-1817) puis duc-pair (1817-1828)
  - Général Paul-Yves-Bernard de Quelen de Stuer de Caussade (1778-1837), duc de La Vauguyon, duc-pair (1828-1830), fils et successeur du précédent
- Casimir-Louis-Victurnien de Rochechouart (1787-1875), duc de Mortemart, pair (1814-1815 et 1815-1817) puis duc-pair (1817-1830)
- Prince Charles-Alain de Rohan (1764-1836), duc de Montbazon et prince de Guémenée, pair d'Ancien Régime, pair (1814-1815 et 1815-1817) puis duc-pair (1817-1830)
- Charles-Casimir de Saulx (1769-1820), duc de Tavannes, pair (1814-1815 et 1815-1817) puis duc-pair (1817-1820)
  - Roger-Gaspard de Saulx (1806-1845), duc de Tavannes, duc-pair (1820-1830), fils et successeur du précédent
- Général Armand-Louis de Sérent de Kerfily (1736-1822), duc de Sérent, pair (1814-1815 et 1815-1817) puis duc-pair (1817-1822)
- Maréchal Louis-Gabriel Suchet (1772-1826), duc d'Albufera, ex pair d'Empire, pair (1814-1815 et 1819-1824) puis duc-pair (1824-1826)
  - Louis-Napoléon Suchet (1813-1877), duc d'Albufera, duc-pair (1826-1830), fils et successeur du précédent
- Hélie-Charles de Talleyrand-Périgord (1754-1829), duc de Périgord et prince de Chalais, pair (1814-1815 et 1815-1817) puis duc-pair (1817-1829)
  - Général Augustin-Hélie-Charles de Talleyrand-Périgord (1788-1879), duc de Périgord et prince de Chalais, duc-pair (1829-1830), fils et successeur du précédent
- Charles-Maurice de Talleyrand-Périgord (1754-1838), ex prince de Bénévent, duc puis prince de Talleyrand, pair (1814-1815 et 1815-1817) puis duc-pair (1817-1830)
- Maréchal Auguste-Frédéric-Louis Viesse de Marmont (1774-1852), duc de Raguse, pair (1814-1815 et 1815-1817) puis duc-pair (1817-1830)
- Armand-Emmanuel de Vignerot du Plessis (1766-1822), duc de Richelieu et de Fronsac, pair d'Ancien Régime, pair (1814-1815 et 1815-1817) puis duc-pair (1817-1822)
  - Marquis Armand-François-Odet Chapelle de Jumilhac (1804-1879), duc de Richelieu et de Fronsac, duc-pair (1822-1830), neveu et successeur du précédent
- Louis-Marie-Céleste d'Aumont (1762-1831), duc d'Aumont, pair (1815-1817) puis duc-pair (1817-1830)
- Prince Alexandre-Louis de Bauffremont (1773-1833), duc de Bauffremont, ex pair d'Empire, pair (1815-1817) puis duc-pair (1817-1830)
- Napoléon-Louis-Joseph Berthier (1810-1887), prince et duc de Wagram, pair (1815-1817) puis duc-pair (1817-1830)
- Général François-Félix Berton des Balbes (1748-1820), duc de Crillon, pair (1815-1817) puis duc-pair (1817-1820)
  - Gérard-Louis-Rodrigue Berton des Balbes (1782-1870), duc de Crillon, duc-pair (1820-1830), fils et successeur du précédent
- Claude-Antoine de Bésiade (1740-1829), duc d'Avaray, pair (1815-1817) puis duc-pair (1817-1829)
  - Joseph-Théophile-Parfait de Bésiade (1770-1859), duc d'Avaray, duc-pair (1829-1830), fils et successeur du précédent
- Napoléon Bessières (1802-1856), duc d'Istrie, pair (1815-1817) puis duc-pair (1817-1830)
- Général Pierre-Jean-Casimir de Blacas d'Aulps (1771-1839), duc de Blacas, pair (1815-1817) puis comte-pair (1817-1824) et duc-pair (1824-1830)
- Emmerich-Wolfgang-Héribert de Dalberg (1773-1833), duc de Dalberg, pair (1815-1817) puis duc-pair (1817-1830)
- Etienne-Charles de Damas-Crux (1754-1846), duc de Damas-Crux, pair (1815-1817) puis duc-pair (1817-1830)
- Général Claude-Louis de La Châtre (1745-1824), duc de La Châtre, pair (1815-1817) puis duc-pair (1817-1824)
- Louis Napoléon Lannes (1801-1874), duc de Montebello, pair (1815-1817) puis duc-pair (1817-1830)
- Abbé François-Xavier-Antoine de Montesquiou (1756-1832), duc de Fézensac, pair (1815-1817) puis comte-pair (1817-1821) et duc-pair (1821-1830)
- Général Mathieu-Jean de Montmorency (1767-1826), duc de Montmorency-Laval, pair (1815-1817) puis vicomte-pair (1817-1824) et duc-pair (1824-1826)
- Jacques de Narbonne (1771-1855), duc de Narbonne-Pelet, pair (1815-1817) puis duc-pair (1817-1830)
- Maréchal Claude-Victor Perrin (1764-1841), duc de Bellune, pair (1815-1817) puis duc-pair (1817-1830)
- Louis-Charles-Victor de Riquet (1762-1839), duc de Caraman, pair (1815-1817) puis marquis-pair (1817-1830) et duc-pair (1830)
- Général, Charles-François de Rivière (1763-1828), duc de Rivière, pair (1815-1817) puis marquis-pair (1817-1825) et duc-pair (1825-1828)
  - Charles-Antoine-Adrien de Rivière (1812-1870), duc de Rivière, duc-pair (1828-1830), fils et successeur du précédent.
- Général, marquis Joseph-Louis Robert de Lignerac (1764-1823), duc de Caylus, pair (1815-1817) puis duc-pair (1817-1823)
  - Marquis François-Joseph Robert de Lignerac (1820-1905), duc de Caylus, duc-pair (1823-1830), fils et successeur du précédent
- Général Elzéar-Louis-Zosime de Sabran (1764-1847), duc de Sabran, pair (1815-1817) puis comte-pair (1817-1825) et duc-pair (1825-1830)
- Mgr Louis de Rohan-Chabot (1788-1833), duc de Rohan, archevêque d'Auch puis de Besançon, pair (1816-1817) puis duc-pair (1817-1830), fils et successeur du pair de Pairie non titré du même nom et même titre
- Sylvestre Régnier (1783-1851), duc de Massa, pair (1816-1817) puis duc-pair (1817-1830)
- Général Anne-Pierre-Adrien de Montmorency (1768-1837), duc de Laval, pair (1817) puis duc-pair (1817-1830), fils et successeur du pair de Pairie non titrée du même nom et même titre
- Elie Decazes (1780-1860), duc Decazes, pair (1818) puis comte-pair (1818-1822) puis duc-pair (1822-1830)
- Maréchal Louis-Nicolas Davout (1770-1823), duc d'Auerstaedt et prince d'Eckmuhl, ex pair d'Empire, pair (1819-1823) puis duc-pair (1823)
  - Napoléon-Louis Davout (1811-1853), duc d'Auerstaedt et prince d'Eckmuhl, duc-pair (1823-1830), fils et successeur du précédent
- Prince Pierre d'Arenberg (1790-1877), duc d'Arenberg, pair (1827-1828) puis duc-pair (1828-1830)
- Prince Charles-Alphonse de Berghes-Saint-Winock (1791-1864), duc de Berghes, pair (1827-1829) puis duc-pair (1829-1830)
- Maréchal Nicolas-Jean Soult (1769-1851), duc de Dalmatie, pair (1827-1828) puis duc-pair (1828-1830)

#### Marquis et pairs
- Marquis François de Barbé-Marbois (1745-1837), pair (1814-1815 et 1815-1817) puis marquis-pair (1817-1830)
- Marquis François de Barthélemy (1747-1830), pair (1814-1815 et 1815-1817) puis marquis-pair (1817-1830)
  - Marquis Antoine Sauvaire de Barthélemy (1800-1875), marquis-pair (1830), petit-neveu et successeur du précédent
- Général, marquis François de Chasseloup-Laubat (1754-1833), pair (1814-1815 et 1815-1817) puis marquis-pair (1817-1830)
- Général, marquis Charles-Georges de Clermont-Gallerande (1744-1823), pair (1814-1815 et 1815-1817) puis marquis-pair (1817-1823)
- Général, marquis Paul-Augustin Dessoles (1767-1828), pair (1814-1815 et 1815-1817) puis marquis-pair (1817-1828)
- Général, marquis Victor-Nicolas de Fay de La Tour-Maubourg (1768-1850), pair (1814-1815 et 1815-1817) puis marquis-pair (1817-1830)
- Marquis Jean-Pierre-Louis de Fontanes (1757-1821), pair (1814-1815 et 1815-1817) puis marquis-pair (1817-1821)
- Marquis Germain Garnier (1754-1821), pair (1814-1815 et 1815-1817) puis marquis-pair (1817-1821)
- Maréchal, marquis Laurent de Gouvion-Saint-Cyr (1764-1830), pair (1814-1815 et 1815-1817) puis marquis-pair (1817-1830)
  - Marquis Laurent-François de Gouvion-Saint-Cyr (1815-1904), marquis-pair (1830), fils et successeur du précédent
- Marquis Charles-Louis-Hector d'Harcourt d'Olonde, (1743-1820), pair (1814-1815 et 1815-1817) puis marquis-pair (1817-1820)
- Maréchal, marquis Charles du Houx de Vioménil (1734-1827), pair (1814-1815 et 1815-1817) puis marquis-pair (1817-1827)
  - Général, marquis René-Guillaume-Jean de La Tour du Pin-Montauban (1772-1837), marquis-pair (1827-1830), gendre et successeur du précédent
- Marquis Charles-Louis Huguet de Sémonville (1759-1839), pair (1814-1815 et 1815-1817) puis marquis-pair (1817-1830)
- Général, marquis François de Jaucourt (1757-1852), pair (1814-1815 et 1815-1817) puis marquis-pair (1817-1830)
- Marquis Pierre-Simon de Laplace (1749-1827), pair (1814-1815 et 1815-1817) puis marquis-pair (1817-1827)
  - Marquis Charles-Emile-Joseph de Laplace (1789-1874), marquis-pair (1827-1830), fils et successeur du précédent
- Marquis Frédéric-Séraphin de La Tour du Pin Gouvernet (1759-1837), pair (1814-1815 et 1815-1817) puis marquis-pair (1817-1830)
- Maréchal, marquis Nicolas-Joseph Maison (1771-1840), pair (1814-1815 et 1815-1817) puis marquis-pair (1817-1830)
- Marquis Jacques de Maleville (1741-1824), pair (1814-1815 et 1815-1817) puis marquis-pair (1817-1824)
  - Marquis Pierre-Joseph de Maleville (1778-1832), marquis-pair (1824-1830), fils et successeur du précédent
- Maréchal, marquis Dominique de Pérignon (1754-1818), pair (1814-1815 et 1815-1817) puis marquis-pair (1817-1818)
  - Marquis François-Henri de Pérignon (1793-1841), marquis-pair (1818-1830), fils et successeur du précédent
- Maréchal, marquis Pierre Riel de Beurnonville (1752-1821), pair (1814-1815 et 1815-1817) puis marquis-pair (1817-1821)
- Marquis Henri-Jean d'Aguesseau (1752-1826), pair (1815-1817) puis marquis-pair (1817-1826)
- Marquis Jean-Baptiste d'Albertas (1747-1829), pair (1815-1817) puis marquis-pair (1817-1829)
  - Marquis Auguste-Félix d'Albertas (1788-1872), marquis-pair (1829-1830), fils et successeur du précédent
- Marquis Etienne d'Aligre (1770-1847), pair (1815-1817) puis marquis-pair (1817-1830)
- Marquis Bruno-Gabriel-Paul de Boisgelin (1767-1827), pair (1815-1817) puis marquis-pair (1817-1827)
  - Général, marquis Alexandre-Joseph-Gabriel de Boisgelin (1770-1831), marquis-pair (1827-1830), frère et successeur du précédent
- Marquis Charles-François de Bonnay (1748-1825), pair (1815-1817) puis marquis-pair (1817-1825)
  - Marquis Joseph-Amédée de Bonnay (1773-1853), marquis-pair (1825-1830), fils et successeur du précédent
- Général, marquis Boniface de Castellane (1758-1837), pair (1815-1817) puis comte-pair (1817-1829) et marquis-pair (1829-1830)
- Marquis Jean-Baptiste de Chabannes (1770-1850), pair (1815-1817) puis marquis-pair (1817-1830)
- Marquis Louis-François de Chamillart de La Suze (1751-1833), pair (1815-1817) puis marquis-pair (1817-1830)
- Marquis Aimé-Gaspard de Clermont-Tonnerre (1779-1865), duc de Clermont-Tonnerre en 1837, pair (1815-1817) puis marquis-pair (1817-1830)
- Général, marquis Henri-Évrard de Dreux-Brézé (1766-1829), pair (1815-1817) puis marquis-pair (1817-1829)
  - Marquis Scipion de Dreux-Brézé (1793-1845), marquis-pair (1829-1830), fils et successeur du précédent
- Armand de Gontaut (1771-1851), marquis de Biron, pair (1815-1817) puis marquis-pair (1817-1830)
- Marquis Pierre de Grave (1755-1823), pair (1815-1817) puis marquis-pair (1817-1823)
- Marquis Charles Joseph Fortuné d'Herbouville (1756-1829), pair (1815-1817) puis marquis-pair (1817-1829)
  - Général, marquis Louis-Félix-Prosper Berton des Balbes de Crillon (1784-1869), marquis-pair (1829-1830), gendre et successeur du précédent
- Général, marquis Anne-Victor-Denis Hurault de Vibraye (1767-1843), pair (1815-1817) puis marquis-pair (1817-1830)
- Marquis Louis-Henri-Casimir de La Guiche (1777-1843), pair (1815-1817) puis marquis-pair (1822-1830)
- Marquis Trophime-Gérard de Lally-Tollendal (1751-1830), pair (1815-1817) puis marquis-pair (1817-1830)
  - Marquis Henry-Raymond d'Aux de Lescout (1782-1870), marquis-pair (1830), gendre et successeur du précédent
- Maréchal, marquis Jean-Alexandre-Bernard Law de Lauriston (1768-1828), pair (1815-1817) puis marquis-pair (1817-1828)
  - Général, marquis Auguste Jean Alexandre Law de Lauriston (1790-1860), marquis-pair (1828-1830), fils et successeur du précédent
- Marquis Charles Philibert Gabriel Le Clerc de Juigné (1762-1819), pair (1815-1817) puis marquis-pair (1817-1819)
- Marquis Louis Le Peletier de Rosanbo (1777-1856), pair (1815-1817) puis vicomte-pair (1817-1822) et marquis-pair (1822-1830)
- Marquis Auguste-Michel Le Tellier de Louvois (1783-1844), marquis de Souvré, pair (1815-1817) puis marquis-pair (1817-1830)
- Général, marquis Georges de Mathan (1771-1840), pair (1815-1817) puis marquis-pair (1817-1830)
- Marquis Jean-Antoine-Adrien de Mun (1773-1843), pair (1815-1817) puis marquis-pair (1817-1830)
- Marquis Théodore de Nicolaÿ (1782-1871), pair (1815-1817) puis marquis-pair (1817-1830)
- Marquis René-Eustache d'Osmond (1751-1838), pair (1815-1817) puis marquis-pair (1817-1830)
- Marquis Anne-Bernard-Antoine de Raigecourt-Gournay (1763-1833), pair (1815-1817) puis marquis-pair (1817-1830)
- Général, marquis Victurnien-Bonaventure-Victor de Rochechouart de Mortemart (1753-1823), pair (1815-1817) puis marquis-pair (1817-1823)
  - Marquis Victor-Louis-Victurnien de Rochechouart de Mortemart (1780-1834), marquis-pair (1823-1830), fils et successeur du précédent
- Marquis Bonabes-Louis-Victurnien de Rougé (1778-1839), pair (1815-1817) puis marquis-pair (1817-1830)
- Marquis Hilaire Rouillé de Boissy du Coudray (1765-1840), pair (1815-1817) puis marquis-pair (1817-1830)
- Général, marquis Armand-Maximilien-Olivier de Saint-Georges de Vérac (1768-1858), pair (1815-1817) puis marquis-pair (1817-1830)
- Marquis Louis Justin Marie de Talaru (1769-1850), pair (1815-1817) puis marquis-pair (1817-1830)
- Marquis Jean-Louis Tourteau-Tourtorel d'Orvilliers (1759-1832), pair (1815-1817) puis marquis-pair (1817-1830)
- Marquis Henri-Auguste-Georges du Vergier de La Rochejaquelein (1805-1867), pair (1815-1817) puis marquis-pair (1817-1830)
- Général, marquis Pierre-Hélion de Villeneuve de Vence (1759-1819), pair (1815-1817) puis marquis-pair (1817-1819)
  - Général, marquis Clément-Louis de Villeneuve de Vence (1783-1834), marquis-pair (1819-1830), fils et successeur du précédent

#### Comtes et pairs
- Comte André-Joseph Abrial (1754-1828), pair (1814-1815 et 1815-1817) puis comte-pair (1817-1828)
  - Comte André Pierre Étienne Abrial (1783-1840), comte-pair (1828-1830), fils et successeur du précédent
- Comte Claude de Beauharnais (1756-1819), pair (1814-1815 et 1815-1817) puis comte-pair (1817-1819)
- Général, comte Claude Henri Belgrand de Vaubois (1748-1839), pair (1814-1815 et 1815-1817) puis comte-pair (1817-1830)
- Général, comte Augustin-Daniel Belliard (1769-1832), ex-pair d'Empire, pair (1814-1815 et 1819-1825) puis comte-pair (1825-1830)
- Comte Claude Louis Berthollet (1748-1822), pair (1814-1815 et 1815-1817) puis comte-pair (1817-1822)
- Général, comte Marc-Antoine Bonnin de La Bonninière de Beaumont (1763-1830), pair (1814-1815 et 1815-1817) puis comte-pair (1817-1830)
- Comte Louis Marie Joseph de Brigode (1776-1827), pair (1814-1815 et 1815-1817) puis comte-pair (1817-1827)
  - Comte Louis-Henri-Pierre de Brigode (1827-1859), comte-pair (1827-1830), fils et successeur du précédent
- Général, comte Gilbert-Joseph-Martin de Bruneteau de Sainte-Suzanne (1760-1830), pair (1814-1815 et 1815-1817) puis comte-pair (1817-1830)
- Comte Jean Baptiste Camille de Canclaux (1740-1817), ex-pair d'Empire, pair (1814-1815 et 1815-1817) puis comte-pair (1817)
- Comte Constantin-François de Volney (1757-1820), pair (1814-1815 et 1815-1817) puis comte-pair (1817-1820)
- Comte François-Armand Cholet (1747-1826), pair (1814-1815 et 1815-1817) puis comte-pair (1817-1826)
  - Comte Jules de Cholet (1798-1884), comte-pair (1827-1830), fils et successeur du précédent
- Général, comte Claude-Sylvestre Colaud (1754-1819), pair (1814-1815 et 1815-1817) puis comte-pair (1817-1819)
- Comte Mathieu-Augustin Cornet (1750-1832), pair (1814-1815 et 1815-1817) puis comte-pair (1817-1830)
- Marquis Charles-Lidewine-Marie de Croix (1760-1832), ex pair d'Empire, pair (1814-1815 et 1817) puis comte-pair (1817-1830)
- Général, comte Philibert Jean-Baptiste Curial (1774-1829), pair (1814-1815 et 1815-1817) puis comte-pair (1817-1829)
  - Comte Napoléon Joseph Curial (1809-1861), comte-pair (1829-1830), fils et successeur du précédent
- Charles-César de Damas d'Antigny (1758-1829), duc d'Antigny, pair (1814-1815 et 1815-1817) puis comte-pair (1817-1829)
- Comte Pierre-Louis Davous (1749-1819), pair (1814-1815 et 1815-1817) puis comte-pair (1817-1819)
  - Comte François-Pierre Davous (1778-1842), comte-pair (1819-1830), fils et successeur du précédent
- Général, comte Joseph Laurent Demont (1747-1826), pair (1814-1815 et 1815-1817) puis comte-pair (1817-1826)
- Comte Mathieu Depère de Meilhan (1746-1825), pair (1814-1815 et 1815-1817) puis comte-pair (1817-1825)
- Comte Jean Dupont (1737-1819), pair (1814-1815 et 1815-1817) puis comte-pair (1817-1819)
- Comte André-Julien Dupuy (1756-1832), pair (1814-1815 et 1815-1817) puis comte-pair (1817-1830)
- Comte Jean-Louis-Claude Emmery de Grozieulx (1742-1823), pair (1814-1815 et 1815-1817) puis comte-pair (1817-1823)
  - Comte Jacques-Nicolas-Claude Emmery de Grozieulx (1783-1839), comte-pair (1823-1830), fils et successeur du précédent
- Général, comte Antoine Destutt de Tracy (1754-1836), pair (1814-1815 et 1815-1817) puis comte-pair (1817-1830)
- Général, comte Jean Fabre de La Martillière (1732-1819), pair (1814-1815 et 1815-1817) puis comte-pair (1817-1819)
- Général, comte Louis-Jean-Baptiste Gouvion (1752-1823), pair (1814-1815 et 1815-1817) puis comte-pair (1817-1823)
- Comte Alexandre-Joseph-Séraphin d'Haubersart (1732-1823), pair (1814-1815 et 1815-1817) puis comte-pair (1817-1823)
  - Comte Alexandre Florent Joseph d'Haubersart (1771-1855), comte-pair (1823-1830), fils et successeur du précédent
- Général, comte Gabriel-Joseph-Théodore de Hédouville (1755-1825), pair (1814-1815 et 1815-1817) puis comte-pair (1817-1825)
  - Comte Charles Théodore Ernest de Hédouville (1809-1890), comte-pair (1825-1830), successeur du précédent
- Comte Pierre-Antoine Herwyn de Nevèle (1753-1824), pair (1814-1815 et 1815-1817) puis comte-pair (1817-1824)
  - Comte Napoléon Herwyn de Nevèle (1806-1890), comte-pair (1824-1830), fils et successeur du précédent
- Général, comte Dominique-Louis-Antoine Klein (1761-1845), pair (1814-1815 et 1815-1817) puis comte-pair (1817-1830)
- Jean-Denis-René de La Croix de Chevrières de Saint-Vallier (1756-1824), comte de Saint-Vallier, pair (1814-1815 et 1815-1817) puis comte-pair (1817-1824)
  - Alfred-Philibert-Victor de Chabrillan (1800-1871), marquis de Chabrillan, comte-pair (1824-1830), gendre et successeur du précédent.
- Comte Laurent Lafaurie de Monbadon (1757-1841), pair (1814-1815 et 1815-1817) puis comte-pair (1817-1830)
- Comte Jean-Denis Lanjuinais (1753-1827), pair (1814-1815 et 1815-1817) puis comte-pair (1817-1827)
  - Comte Paul Eugène Lanjuinais (1799-1872), comte-pair (1827-1830), fils et successeur du précédent
- Comte Jean-Baptiste Lebrun de Rochemont (1735-1822), pair (1814-1815  et 1815-1817) puis comte-pair (1817-1822)
- Comte Jean-Barthélémy Le Couteulx de Canteleu (1746-1818), comte de Fresnelles, pair (1814-1815 et 1815-1817) puis comte-pair (1817-1818)
  - Comte Barthélémy-Alphonse Le Couteulx de Canteleu (1786-1840), comte-pair (1818-1830), fils et successeur du précédent
- Comte Louis-Nicolas Lemercier (1755-1849), pair (1814-1815 et 1815-1817) puis comte-pair (1817-1830)
- Comte Jean-Jacques Le Noir La Roche (1749-1825), pair (1814-1815 et 1815-1817) puis comte-pair (1817-1825)
- Comte Jacques-Pierre Orillard de Villemanzy (1751-1830), pair (1814-1815 et 1815-1817) puis comte-pair (1817-1830)
- Comte Antoine François Péré (1746-1835), pair (1814-1815 et 1815-1817) puis comte-pair (1817-1830)
- Comte Gilles Porcher de Lissonay (1752-1824), pair (1814-1815 et 1815-1817) puis comte-pair (1817-1824)
  - Comte Jean-Baptiste Porcher de Richebourg (1784-1857), comte-pair (1824-1830), fils et successeur du précédent
- Maréchal, comte Jean Mathieu Philibert Sérurier (1742-1819), pair (1814-1815 et 1815-1817)) puis comte-pair (1817-1819)
- Général, comte Jérôme Soulès (1760-1833), pair (1814-1815 et 1815-1817) puis comte-pair (1817-1830)
- Comte Pierre-Jean-Alexandre Tascher (1745-1822), pair (1814-1815 et 1815-1817) puis comte-pair (1817-1822)
  - Comte Jean-Samuel-Ferdinand de Tascher (1779-1858), comte-pair (1822-1830), fils et successeur du précédent
- Comte Théodore Vernier (1731-1818), pair (1815-1817) puis comte-pair (1817-1818)
- Général, comte François Marie d'Aboville (1730-1817), ex pair d'Empire, pair (1815-1817) puis comte-pair (1817)
  - Général, comte Augustin Gabriel d'Aboville (1773-1820), comte-pair (1817-1820), fils et successeur du précédent
- Général, comte Louis d'Andigné (1765-1857), pair (1815-1817) puis baron-pair (1817-1825) et comte-pair (1825-1830)
- Général, comte Hercule-Philippe-Étienne de Baschi du Cayla (1747-1826), pair (1815-1817) puis comte-pair (1817-1826)
  - Comte Achille-Pierre-Antoine de Baschi du Cayla (1775-1851), comte-pair (1826-1830), fils et successeur du précédent
- Marquis Charles Marie de Beaumont d'Autichamp (1770-1859), pair (1815-1817) puis comte-pair (1817-1830)
- Comte Patrice-Gabriel Bernard de Montessus de Rully (1761-1831), pair (1815-1817) puis comte-pair (1817-1830)
- Comte François-Antoine Boissy d'Anglas (1756-1826), ex pair d'Empire, pair (1815-1817) puis comte-pair (1817-1826)
  - Comte François-Antoine Boissy d'Anglas (1781-1850), comte-pair (1827-1830), fils et successeur du précédent
- Comte Charles Louis Bernard de Cléron d'Haussonville (1770-1846), pair (1815-1817) puis comte-pair (1817-1830)
- Général, comte Jean Dominique Compans (1769-1845), pair (1815-1817) puis comte-pair (1817-1830)
- Comte Érasme Gaspard de Contades (1758-1834), pair (1815-1817) puis comte-pair (1817-1830)
- Général, comte Jean Dembarrère (1747-1828), pair (1815-1817) puis comte-pair (1817-1828)
- Comte Étienne Narcisse de Durfort (1753-1837), pair (1815-1817) puis comte-pair (1817-1830)
- Comte Jean Baptiste de Félix du Muy (1751-1820), pair (1815-1817) puis comte-pair (1817-1820)
- Comte Antoine-François-Claude Ferrand (1751-1825), pair (1815-1817) puis comte-pair (1817-1825)
- Général, comte Auguste Ferron de La Ferronnays (1777-1842), pair (1815-1817) puis comte-pair (1817-1830)
- Comte Guillaume-Camille de Gand (1751-1818), pair (1815-1817) puis comte-pair (1817-1818)
- Amiral, comte Honoré Ganteaume (1755-1818), pair (1815-1817) puis comte-pair (1817-1818)
- Comte François-Emmanuel Guignard de Saint-Priest (1735-1821), pair (1815-1817) puis comte-pair (1817-1821)
  - Comte Armand-Charles Guignard de Saint-Priest (1782-1863), comte-pair (1821-1830), fils et successeur du précédent
- Marquis Armand François Hennequin d'Ecquevilly (1747-1830), pair (1815-1817) puis comte-pair (1817-1830)
- Comte Charles Esprit Marie de La Bourdonnaye (1753-1840), pair (1815-1817) puis comte-pair (1817-1830)
- Général, comte Antoine Charles Étienne Paul de La Roche-Aymon (1772-1849), pair (1815-1817) puis comte-pair (1817-1830)
- Comte Jean-Baptiste Lynch (1749-1835), pair (1815-1817) puis comte-pair (1817-1830)
- Général, comte Charles de Machault d'Arnouville (1747-1830), pair (1815-1817) puis comte-pair (1817-1830)
  - Comte Eugène-Jean-Baptiste de Machault d'Arnouville (1785-1867), pair (1830), fils et successeur du précédent.
- Comte Adrien-Auguste-Amalric de Mailly (1792-1878), pair (1815-1817) puis comte-pair (1817-1830)
- Comte Mathieu Molé (1781-1855), ex pair d'Empire, pair (1815-1817) puis comte-pair (1817-1830)
- François Nicolas René de Pérusse des Cars (1759-1822), comte des Cars, pair (1815-1817) puis comte-pair (1817-1822)
  - Amédée de Pérusse des Cars (1790-1868), comte puis duc des Cars, comte-pair (1822-1830), fils et successeur du précédent
- Général, prince Jules-Armand de Polignac (1780-1847), pair (1815-1817) puis comte-pair (1817-1830)
- Général, comte Étienne Pierre Sylvestre Ricard (1771-1843), pair (1815-1817) puis comte-pair (1817-1830)
- Louis-Auguste-César de Sainte-Maure (1774-1834), comte de Montausier, pair (1815-1817) puis comte-pair (1817-1830)
- Comte Alexis-Jacques de Serre de Saint-Roman de Frégeville (1770-1843), pair (1815-1817) puis comte-pair (1817-1830)
- Comte Raymond de Sèze (1748-1828), pair (1815-1817) puis comte-pair (1817-1828)
  - Comte Étienne-Romain de Sèze (1780-1862), comte-pair (1828-1830), fils et successeur du précédent
- Comte Pierre Marie de Suffren de Saint-Tropez (1753-1821), pair (1815-1817) puis comte-pair (1817-1821)
- Comte Auguste-Louis de Talleyrand (1772-1832), pair (1815-1817) puis comte-pair (1817-1830)
- Comte Nicolas Vimar (1744-1829), pair (1815-1817) puis comte-pair (1817-1829)
- Comte Louis-Pantaléon-Jude-Amédée de Noé (1777-1858), pair (1816-1817) puis comte-pair (1817-1830), fils et successeur du pair de Pairie non titrée du même nom et même titre
- Comte Antoine-Louis-Octave de Choiseul-Gouffier (1773-1840), marquis de Beaupré, comte-pair (1817-1830), fils et successeur du pair de Pairie non titrée du même nom et mêmes titres
- Comte Charles-Joseph-Alphonse Rigaud de Vaudreuil (1796-1880), comte-pair (1817-1830), fils et successeur du pair de Pairie non titrée du même nom et même titre
- Comte Jean-Henry-Louis Greffulhe (1774-1820), comte-pair (1818-1820)
  - Comte Louis-Charles Greffulhe (1814-1888), comte-pair (1820-1830), fils et successeur du précédent
- Comte Antoine Roy (1764-1847), pair (1821) puis comte-pair (1821-1830)
- Comte Christophe de Chabrol de Crouzol (1771-1836), pair (1823-1824) puis baron-pair (1824-1829) et comte-pair (1829-1830)

#### Vicomtes et pair
- François-René de Chateaubriand (1768-1848), pair (1815) puis vicomte de Chateaubriand et pair (1817).
- Emmanuel d'Ambray (1785-1868), pair (1815) puis vicomte d'Ambray et pair (1817).
- Pierre-Chrétien de Lamoignon (1770-1827), pair (1815) puis vicomte et pair (1817).
  - Adolphe de Ségur-Lamoignon (1800-1876), vicomte et pair (1827), gendre et successeur du précédent.
- Charles-Gilbert Morel de Vindé (1759-1842), pair (1815) puis vicomte Morel de Vindé et pair (1817).
- François-Joseph de Gratet (1749-1821), vicomte du Bouchage et pair (1817-1821)
- Charles Laure de Mac-Mahon (1752-1830), baron et pair (1828) puis vicomte et pair (1830).

#### Barons et pairs
- Dominique Clément de Ris (1750-1827), comte de Mauny, ex pair d'Empire, pair (1814-1815 et 1819-1820) puis baron-pair (1820-1827)
  - Athanase-Louis Clément de Ris (1782-1837), comte de Mauny, baron-pair (1827-1830), fils et successeur du précédent
- Comte Joseph Cornudet des Chomettes (1755-1834), ex pair d'Empire, pair (1814-1815 et 1819-1821) puis baron-pair (1821-1830)
- Comte Jean-François-Aimé Dejean (1749-1824), ex pair d'Empire, pair (1814-1815 et 1819) puis baron-pair (1819-1824)
  - Général, comte Pierre-François-Auguste Dejean (1780-1845), baron-pair (1824-1830), fils et successeur du précédent
- Comte Jean-Pierre Fabre de l'Aude (1755-1832), ex pair d'Empire, pair (1814-1815 et 1819-1820) puis baron-pair (1820-1830)
- Général, comte Charles-César de Faÿ de La Tour-Maubourg (1756-1831), ex pair d'Empire, pair (1814-1815 et 1819-1820) puis baron-pair (1820-1830)
- Charles-François Lebrun (1739-1824), duc de Plaisance, ex pair d'Empire, pair (1814-1815 et 1819-1824) puis baron-pair (1824)
  - Général Anne-Charles Lebrun (1775-1859), duc de Plaisance, baron-pair (1824-1830), fils et successeur du précédent
- Comte Louis-Gustave Doulcet de Pontécoulant (1764-1853), ex pair d'Empire, pair (1814-1815 et 1819-1824) puis baron-pair (1824-1830)
- Comte Anne Elisabeth Pierre de Montesquiou-Fezensac (1764-1834), ex pair d'Empire, pair (1814-1815 et 1819-1824) puis baron-pair (1824-1830)
- Maréchal Édouard Mortier (1768-1835), duc de Trévise, ex pair d'Empire, pair (1814-1815 et 1819-1824) puis baron-pair (1824-1830)
- Comte Jean-Baptiste Nompère de Champagny (1756-1834), duc de Cadore, ex pair d'Empire, pair (1814-1815 et 1819-1820) puis baron-pair (1820-1830)
- Général, comte Antoine-Guillaume Rampon (1759-1842), pair (1814-1815 et 1819-1820) puis baron-pair (1820-1830)
- Général, comte Louis-Philippe de Ségur (1753-1830), ex pair d'Empire, pair (1814-1815 et 1819-1824) puis baron-pair (1824-1830)
- Baron Thomas-Gaston Boissel de Monville (1763-1832), pair (1815-1817) puis baron-pair (1817-1830)
- Baron Jean de La Rochefoucauld-Bayers (1757-1834), pair (1815-1817) puis baron-pair (1817-1830)
- Baron Antoine-Jean-Matthieu Séguier (1768-1848), pair (1815-1817) puis baron-pair (1817-1830)
- Comte Antoine Maurice Apollinaire d'Argout (1782-1858), pair (1819-1822) puis baron-pair (1822-1830)
- Comte Gabriel d'Arjuzon (1761-1851), ex pair d'Empire, pair (1819-1820) puis baron-pair (1820-1830)
- Comte Jean-Pierre Bachasson de Montalivet (1766-1823), ex pair d'Empire, pair (1819-1820) puis baron-pair (1820-1823)
  - Comte Simon-Pierre Bachasson de Montalivet (1799-1823), baron-pair (1823), fils et successeur du précédent
  - Comte Camille Bachasson de Montalivet (1801-1880), baron-pair (1823-1830), frère et successeur du précédent
- Marquis Jean-Louis-Henri de Bancalis de Maurel d'Aragon (1763-1848), pair (1819) puis baron-pair (1819-1830)
- Comte Dominique-François-Marie de Bastard d'Estang (1783-1844), pair (1819) puis baron-pair (1819-1830)
- Comte Charles-Joseph de Beaupoil de Sainte-Aulaire (1758-1829), pair (1819-1820) puis baron-pair (1820-1829)
  - Comte Louis-Clair de Beaupoil de Sainte-Aulaire (1778-1854), baron-pair (1829-1830), fils et successeur du précédent
- Général, comte Nicolas Léonard Bagert Beker (1770-1840), pair (1819-1824) puis baron-pair (1824-1830)
- Baron Prosper de Barante (1782-1866), pair (1819) puis baron-pair (1819-1830)
- Comte Jean-Antoine Chaptal (1756-1832), ex pair d'Empire, pair (1819-1820) puis baron-pair (1820-1830)
- Comte Jean-Baptiste Collin de Sussy (1750-1826), ex pair d'Empire, pair (1819-1820) puis baron-pair (1820-1826)
  - Comte Jean-Baptiste Henry Collin de Sussy (1776-1837), baron-pair (1826-1830), fils et successeur du précédent
- Comte Pierre Daru (1767-1829), pair (1819-1820) puis baron-pair (1820-1829)
  - Comte Napoléon Daru (1807-1890), baron-pair (1829-1830), fils et successeur du précédent
- Général, vicomte Alexandre Elisabeth Michel Digeon (1771-1826), pair (1819-1824) puis baron-pair (1824-1826)
  - Vicomte Armand-Charles-Alexandre Digeon (1826-1892), baron-pair (1826-1830), fils et successeur du précédent
- Général, baron Jean-Louis Dubreton (1773-1855), pair (1819) puis baron-pair (1819-1830)
- Comte Louis-Scipion Frain de La Villegontier (1776-1849), pair (1819-1822) puis baron-pair (1822-1830)
- Comte Félix-Philippe-Charles d'Hunolstein (1778-1838), pair (1819-1820) puis baron-pair (1820-1830)
- Comte Antoine de Laforêt (1756-1846), pair (1819-1820) puis baron-pair (1820-1830)
- Comte Henri-Charles Le Bègue de Germiny (1778-1843), pair (1819-1826) puis baron-pair (1826-1830)
- Général, comte David-Maurice-Joseph Mathieu de La Redorte (1768-1833), pair (1819-1820) puis baron-pair (1820-1830)
- Comte Marc-René de Montalembert (1777-1831), pair (1819-1820) puis baron-pair (1820-1830)
- Baron Claude-Philibert-Édouard Mounier (1784-1843), pair (1819-1824) puis baron-pair (1824-1830)
- Comte Jean Pelet de la Lozère (1759-1842), pair (1819-1820) puis baron-pair (1820-1830)
- Comte Joseph-Marie Portalis (1778-1858), pair (1819-1820) puis baron-pair (1820-1830)
- Général, comte Jean Rapp (1771-1821), ex pair d'Empire, pair (1819-1820) puis baron-pair (1820-1821)
  - Comte Maximilien-Jean-Théodore Rapp (1816-1828), baron-pair (1821-1828), fils et successeur du précédent
- Général, comte Honoré Charles Reille (1775-1860), ex pair d'Empire, pair (1819-1820) puis baron-pair (1820-1830)
- Général, comte Charles-Étienne-François Ruty (1774-1828), pair (1819-1820) puis baron-pair (1820-1828)
  - Comte Anatole-Théodore Ruty (1822-1880), baron-pair (1828-1830), fils et successeur du précédent
- Marquis Pierre-Philippe-Auguste-Antoine de Sauvan d'Aramon (1768-1858), pair (1819-1822) puis baron-pair (1822-1830)
- Comte Louis Ernest Joseph Sparre (1780-1845), pair (1819-1822) puis baron-pair (1822-1830)
- Général, marquis Auguste-Frédéric de Talhouët (1788-1842), pair (1819-1826) puis baron-pair (1826-1830)
- Général, marquis Marie-Jacques Thomas de Pange (1770-1850), pair (1819-1822) puis baron-pair (1822-1830)
- Amiral, comte Laurent Truguet (1752-1839), pair (1819-1829) puis baron-pair (1829-1830)
- Comte Charles-Henri Verhuell (1764-1845), pair (1819-1822) puis baron-pair (1822-1830)
- Comte Louis Auguste Germain de Montforton (1815-1883), pair (1821-1828) puis baron-pair (1828-1830), fils et successeur du pair non titré du même nom et même titre
- Baron Étienne-Denis Pasquier (1767-1862), duc Pasquier en 1844, pair (1821) puis baron-pair (1821-1830)
- Baron Pierre-Barthélémy Portal d'Albarèdes (1765-1846), pair (1821) puis baron-pair (1821-1830)
- Comte Joseph Jérôme Siméon (1749-1842), pair (1821) puis baron-pair (1821-1830)
- Général, marquis Charles de Béthisy (1770-1827), pair (1823-1824) puis baron-pair (1824-1827)
- Général, comte César Laurent de Chastellux (1780-1854), pair (1823-1824) puis baron-pair (1824-1830)
- Comte Pierre-Gaspard-Herculin de Chastenet de Puységur (1769-1848), pair (1823-1824) puis baron-pair (1824-1830)
  - Marquis Richard de Béthisy (1809-1830), baron-pair (1827-1830), fils et successeur du précédent
- Vicomte Antoine-Jean d'Agoult (1750-1828), pair (1823-1824) puis baron-pair (1824-1828)
  - Comte Hector-Philippe d'Agoult (1792-1856), baron-pair (1828-1830), cousin et successeur du précédent
- Vicomte Louis de Bonald (1754-1840), pair (1823-1824) puis baron-pair (1824-1830)
- Général, comte François-Louis-Joseph de Bourbon Busset (1782-1856), pair (1823-1824) puis baron-Pair (1824-1830)
- Général, comte Jean Raymond Charles Bourke (1772-1847), pair (1823-1824) puis baron-pair (1824-1830)
- Général Pierre Louis du Cambout de Coislin, (1769-1837), marquis de Coislin, pair (1823-1824) puis baron-pair (1824-1830)
- Marquis Pierre Chapt de Rastignac (1769-1833), pair (1823-1824) puis baron-pair (1824-1830)
- Baron Charles Athanase Marie de Charette de La Contrie (1796-1848), pair (1823-1824) puis baron-pair (1824-1830)
- Général, comte Claude-René-César de Courtarvel-Pezé (1761-1849), pair (1823-1824) puis baron-pair (1824-1830)
- Baron Ange Hyacinthe Maxence de Damas (1775-1862), pair (1823-1827) puis baron-pair (1827-1830)
- Général, vicomte Guillaume Dode de La Brunerie (1775-1851), pair (1823-1825) puis baron-pair (1825-1830)
- Maréchal, comte Louis Auguste Victor de Ghaisne de Bourmont (1773-1846), pair (1823-1828) puis baron-pair (1828-1830)
- Général, baron Georges-Pierre de Glandevès (1768-1832), pair (1823-1824) puis baron-pair (1824-1830)
- Vicomte Gabriel de Gratet du Bouchage (1777-1872), pair (1823-1825) puis baron-pair (1825-1830)
- Général, comte Armand Charles Guilleminot (1774-1840), pair (1823-1824) puis baron-pair (1824-1830)
- Comte Florian de Kergorlay (1769-1856), pair (1823-1825) puis baron-pair (1825-1830)
- Vicomte Joseph-Louis-Joachim Lainé (1767-1835), pair (1823-1824) puis baron-pair (1824-1830)
- Marquis Charles Marie Le Clerc de Juigné (1764-1826), pair (1823-1824) puis baron-pair (1824-1826)
  - Marquis Jacques Marie Anatole Le Clerc de Juigné (1788-1845), baron-pair (1826-1830), fils et successeur du précédent
- Comte Achille Le Tonnelier de Breteuil (1781-1864), pair (1823-1824) puis baron-pair (1824-1830)
- Comte Marie-Louis Auguste de Martin du Tyrac de Marcellus (1776-1841), pair (1823-1824) puis baron-pair (1824-1830)
- Comte Charles de Mesnard (1769-1843), pair (1823-1823) puis baron-pair (1824-1830)
- Maréchal, comte Gabriel Jean Joseph Molitor (1770-1849), ex pair d'Empire, pair (1823-1824) puis baron-pair (1824-1830)
- Comte Nicolas-Dominique d'Orglandes (1767-1857), pair (1823-1824) puis baron-pair (1824-1830)
- Général, comte Auguste Delagarde (1780-1834), pair (1823) puis baron-pair (1823-1830)
- Général, comte Étienne Tardif de Pommeroux de Bordesoulle (1771-1837), pair (1823-1824) puis baron-pair (1824-1830)
- Comte Philippe-Camille-Marcelin de Tournon (1778-1833), pair (1823-1824) puis baron-pair (1824-1830)
- Général, marquis Joseph-Guy-Louis-Hercule-Dominique de Tulle de Villefranche (1763-1847), pair (1823-1824) puis baron-pair (1824-1830)
- Général, comte Louis Alexandre Marie Valon du Boucheron d’Ambrugeac (1771-1844), pair (1823-1824) puis baron-pair (1824-1830)
- Général, comte Charles Florimond de Vogüé (1769-1839), pair (1823-1824) puis baron-pair (1824-1830)
- Général, marquis André d'Albon (1760-1834), pair (1827-1828) puis baron-pair (1828-1830)
- Général, comte Armand-Gaston-Félix d'Andlau (1779-1860), pair (1827-1828) puis baron-pair (1828-1830)
- Comte Auguste-Joseph Baude de La Vieuville (1760-1835), pair (1827-1830) puis baron-pair (1830)
- Marquis Joseph Claude François de Beaurepaire (1769-1854), pair (1827-1828) puis baron-pair (1828-1830)
- Comte Philippe-Armand de Bonneval (1773-1840), pair (1827-1829) puis baron-pair (1829-1830)
- Comte François Marie Michel de Bouillé (1779-1853), pair (1827-1829) puis baron-pair (1829-1830)
- Comte Sylvestre-Louis-Scipion Budes de Guebriant (1779-1845), pair (1827-1829) puis baron-pair (1829-1830)
- Général, comte Jacques-Alexis de Calvière (1777-1844), pair (1827-1828) puis baron-pair (1828-1830)
- Vicomte Marie-Barthélemy de Castelbajac (1776-1868), pair (1827-1828) puis baron-pair (1828-1830)
- Vicomte Bénigne-Xavier Chifflet d'Orchamps (1766-1835), pair (1827-1828) puis baron-pair (1828-1830)
- Comte Albéric de Choiseul-Praslin (1787-1868), pair (1827-1828) puis baron-pair (1828-1830)
- Comte Hervé Clérel de Tocqueville (1772-1856), pair (1827-1828) puis baron-pair (1828-1830)
- Général Alexandre Émeric de Durfort-Civrac (1770-1835), marquis de Civrac, pair (1827-1829) puis baron-pair (1829-1830)
- Baron François-Auguste Fauveau de Frénilly (1768-1848), pair (1827-1828) puis baron-pair (1828-1830)
- Général, marquis Joseph Forbin des Issarts (1775-1851), pair (1827-1829) puis baron-pair (1829-1830)
- Marquis Alexandre-Bernard-Pierre de Froissard (1769-1847), pair (1827-1828) puis baron-pair (1828-1830)
- Comte Gilles-Toussaint Hocquart de Turtot (1765-1835), pair (1827-1828) puis baron-pair (1828-1830)
- Général, comte Joseph-Gaspard d'Hoffelize (1765-1849), pair (1827-1828) puis baron-pair (1828-1830)
- Comte Joseph-François de Kergariou (1779-1839), pair (1827-1829) puis baron-pair (1829-1830)
- Comte Gabriel-Louis-Marie de Kergorlay (1766-1830), pair (1827-1829) puis baron-pair (1829-1830)
  - Comte Hervé de Kergorlay (1803-1873), baron-pair (1830), fils et successeur du précédent
- Général, comte Louis de La Forest Divonne (1765-1838), pair (1827-1829) puis baron-pair (1829-1830)
- Marquis Athanase-Gustave-Charles-Marie de Lévis-Mirepoix (1792-1851), maréchal héréditaire de la Foi, pair (1827-1828) puis baron-pair (1828-1830)
- Général, comte Pierre Léandre de Mark-Tripoli de Panisse-Passis (1770-1842), pair (1827-1829) puis baron-pair (1829-1830)
- Marquis François des Monstiers-Mérinville (1760-1834), pair (1827-1828) puis baron-pair (1828-1830)
- Général, marquis Hector-Joseph de Monteynard (1770-1845), pair (1827-1829) puis baron-pair (1829-1830)
- Comte Armand de Moré de Pontgibaud (1786-1855), pair (1827-1829) puis baron-pair (1829-1830)
- Baron Claude-Nicolas Perreney de Vellemont de Grosbois (1756-1840), pair (1827-1829) puis baron-pair (1829-1830)
- Marquis Louis-Philippe-Auguste Rioult de Neuville (1770-1848), pair (1827-1828) puis baron-pair (1828-1830)
- Comte Adrien de Rougé (1782-1838), pair (1827-1830) puis baron-pair (1830)
- Comte François de La Bouillerie (1764-1833), pair (1827-1829) puis baron-pair (1829-1830)
- Général, marquis Charles-Emmanuel-Polycarpe de Saint-Mauris (1753-1839), pair (1827-1828) puis baron-pair (1828-1830)
- Amiral, baron Joseph Louis Henri Sarret de Coussergues (1759-1845), pair (1827-1829) puis baron-pair (1829-1830)
- Marquis Georges Léonard Bonaventure de Tramecourt (1766-1848), pair (1827-1828) puis baron-pair (1828-1830)
- Comte Charles Gédéon Théodore de Wassinhac (1781-1872), pair (1827-1828) puis baron-pair (1828-1830)
- Vicomte Paul de Vincens de Causans (1790-1873), pair (1827-1828) puis pair (1828-1830)
- Baron Eugène-Jacques-Joseph de Vogüé (1777-1854), pair (1827-1829) puis baron-pair (1829-1830)
- Comte Jacques-Joseph Corbière (1766-1853), pair (1828-1830) puis baron-pair (1830)
- Marquis Léo-Guy-Antoine de Lévis-Gaudiez (1786-1870), pair (1828-1829) puis baron-pair (1829-1830), fils et successeur du pair de Pairie non titrée du même nom et même titre
- Général, comte Donatien de Sesmaisons (1781-1842), baron-pair (1829-1830), gendre et successeur du chancelier et pair de Pairie non titrée Dambray.
- Comte Auguste Ravez (1770-1849), baron-pair (1829-1830)
- Baron Eugène François d'Arnauld (1774-1854), pair (1830) puis baron-pair (1830)
- Comte Jacques Claude Beugnot (1761-1835), pair (1830) puis baron-pair (1830)
- Marquis Bernard-Emmanuel de Puivert (1755-1832), pair (1830) puis baron-pair (1830)
- Général, comte Sylvain Charles Valée (1773-1846), pair (1830) puis baron-pair (1830)

#### Pairs non titrés
- Maréchal Pierre Augereau (1757-1816), duc de Castiglione, pair (1814-1815 et 1815-1816)
- Louis-Alexandre-Céleste d'Aumont (1736-1814), duc d'Aumont et de Villequier, pair (1814)
- Maréchal Louis-Alexandre Berthier (1753-1815), ex prince de Neuchâtel, prince Wagram, pair (1814-1815)
- Général, comte Raphaël de Casabianca (1738-1825), ex pair d'Empire, pair (1814-1815 et 1819-1825)
- Comte Jean-Victor Colchen (1752-1830), ex pair d'Empire, pair (1814-1815 et 1819-1830)
- Comte Claude-Pierre de Delay d'Agier (1750-1827), ex pair d'Empire, pair (1814-1815 et 1819-1827)
- Général, comte Jean Jacques Basilien Gassendi (1748-1828), ex pair d'Empire, pair (1814-1815 et 1819-1828)
- Maréchal Bon-Adrien Jeannot de Moncey (1754-1842), duc de Conégliano, ex pair d'Empire, pair (1814-1815 et 1819-1830)
- Comte Bernard Journu-Aubert de Tustal (1745-1815), pair (1814-1815)
- Comte Louis-Auguste Jouvenel (ou Juvenal) , pair (des Ursins de Harville (1749-1815), pair (1814-1815)
- Bernard-Germain-Etienne de La Ville-sur-Illon (1756-1825), comte de Lacépède, ex pair d'Empire, pair (1814-1815 et 1819-1825)
- Général, comte Alexandre-Louis Legrand (1762-1815), pair (1814-1815)
- Maréchal François Joseph Lefebvre (1755-1820), duc de Dantzig, ex pair d'Empire, pair (1814-1815 et 1819-1820)
- Général, comte Augustin de Lespinasse (1737-1816), pair (1814-1815 et 1815-1816)
- Général Anne-Alexandre-Joseph de Montmorency (1747-1817), duc de Laval, pair (1814-1815 et 1815-1817)
- Maréchal Michel Ney (1769-1815), duc d'Elchingen et prince de La Moskowa, pair (1814-1815)
- Comte Jean-Claude Redon de Beaupréau (1738-1815), pair (1814-1815)
- Comte Joseph-Hyacinthe-François-de-Paule Rigaud de Vaudreuil (1741-1817), pair (1814-1815 et 1815-1817)
- Alexandre de Rohan-Chabot (1761-1816), duc de Rohan, pair (1814-1815 et 1815-1816)
- Marquis André-Hercule de Rosset de Rocozels (1770-1815), duc de Fleury, pair (1814-1815)
- Comte Henri Shée (1739-1820), comte de Linières, pair (1814-1815 et 1815-1820)
  - Comte Edmond d'Alton-Shée (1810-1874), pair (1820-1830), petit-fils et successeur du précédent
- Général, comte Antoine-Jean-Marie Thévenard (1733-1815), pair (1814-1815)
- Comte Jean-Baptiste-Cyrus de Timbrune de Valence (1757-1822), ex pair d'Empire, pair (1814-1815 et 1819-1822)
- Comte Gabriel-Auguste de Choiseul-Gouffier (1752-1817), marquis de Beaupré, pair (1815-1817)
- Marquis Thomas-Louis-César Lambert de Frondeville (1757-1816), pair (1815-1816)
- Général, comte Jean-Charles Monnier (1758-1816), pair (1815-1816)
- Comte Louis-Pantaléon de Noé (1728-1816), pair (1815-1816)
- Marquis Pierre-Joseph d'Angosse (1774-1835), pair (1819-1830)
- Comte Antoine-Raymond de Berenger (1774-1849), pair (1819-1830)
- Marquis Jean-Antoine de Catelan de Caumont (1759-1838), pair (1819-1830)
- Général, comte Michel Claparède (1770-1842), pair (1819-1830)
- Comte Auguste-Jean Germain de Montforton (1786-1821), pair (1819-1821)
- Comte Antoine de Gramont d'Aster (1787-1825), pair (1819-1825)
  - Comte Agénor de Gramont d'Aster (1814-1885), pair (1825-1830), fils et successeur du précédent
- Comte Frédéric-Christophe d'Houdetot (1778-1859), pair (1819-1830)
- Maréchal, comte Jean-Baptiste Jourdan (1762-1833), ex pair d'Empire, pair (1819-1830)
- Général, comte Armand Samuel de Marescot (1758-1832), pair (1819-1830)
- Comte Nicolas François Mollien (1758-1850), ex pair d'Empire, pair (1819-1830)
- Marquis Charles-Jacques-Pierre Picot de Dampierre (1779-1871), pair (1819-1830)
- Henri-Thomas-Charles de Preissac (1753-1827), duc d'Esclignac, pair (1819-1827)
- Général Victor de Rouvroy de Saint Simon (1782-1865), marquis de Saint-Simon, pair (1819-1830)
- Baron Étienne Martin de Beurnonville (1789-1876), pair (1821-1830)
- Général, marquis Charles Gaspard Élisabeth Joseph de Bailly (1765-1850), pair (1827-1830)
- Comte Charles du Bois de Maquillé (1783-1849), pair (1827-1830)
- Marquis Augustin-Victor du Bosc de Radepont (1776-1847), pair (1827-1830)
- Général, comte Hyacinthe-Victor du Botderu (1764-1834), pair (1827-1830)
- Comte Etienne-Charles Champion de Nansouty (1803-1865), pair (1827-1830)
- Alexandre-Louis-Gilbert Colbert (1781-1857), marquis de Chabanais, pair (1827-1830)
- Marquis Louis François René de Courtarvel-Pezé (1759-1841), pair (1827-1830)
- Prince Emmanuel-Maximilien de Croÿ (1768-1842), prince de Solre, pair (1827-1830)
- Marquis Aymar de Dampierre (1787-1845), pair (1827-1830)
- Marquis Armand-Dominique de Gourgue (1777-1841), pair (1827-1830)
- Maréchal, prince Louis-Aloÿs-Antonin de Hohenlohe (1765-1829), prince de Hohenlohe-Bartenstein pair (1827-1829)
- Général, comte Paul Émile Louis Marie de La Fruglaye (1766-1849), pair (1827-1830)
- Comte Alexandre César de La Panouse (1764-1836), pair (1827-1830)
- Général, marquis Guy-Henri-Joseph de Lévis-Gaudiez (1757-1828), pair (1827-1828)
- Marquis Bertrand-Romain de Lur-Saluces (1810-1867), pair (1827-1830)
- Anne Louis Christian de Montmorency (1769-1844), prince de Tancarville et de Robech, pair (1827-1830)
- Comte Charles-Alexandre de Mostuejouls (1769-1849), pair (1827-1830)
- Augustin-Charles-Alexandre Ollivier (1772-1831), pair (1827-1830)
- Comte Jacques-Philippe de Pierre de Bernis (1780-1838), pair (1827-1830)
- Comte Joseph-Octavien de Pourroy de L'Auberivière de Quinsonas (1756-1854), pair (1827-1830)
- Charles-Philippe-Auguste de Preissac (1790-1873), duc d'Esclignac, pair (1827-1830)
- Général, comte Maurice de Riquet de Caraman (1765-1835), pair (1827-1830)
- Comte Benoît-Jean-Gabriel-Armand de Ruzé d'Effiat (1780-1870), pair (1827-1830)
- Comte Alexandre-Louis-Genech de Sainte-Aldegonde (1760-1844), pair (1827-1830)
- Vicomte André de Sainte-Maure de Montausier (1775-1850), pair (1827-1830)
- Général, Baron Charles-Henri de Sapinaud de La Rairie (1760-1829), pair (1827-1829)
- Marquis Louis-Charles-Alphonse Savary de Lancosme (1776-1875), pair (1827-1830)
- Comte Louis-Humbert de Sesmaisons (1777-1836), pair (1827-1830)
- Comte Constant-Louis-Alexandre de Suzannet (1814-1862), pair (1827-1830)
- Comte Antoine-Henri d'Urré (1765-1848), pair (1827-1830)
- Comte Pierre-Denis de Peyronnet (1778-1854), pair (1828-1830)
- Comte Jean-Baptiste-Joseph de Villèle (1773-1854), pair (1828-1830)
- Marquis Olivier-Henri-Roger du Bouchet de Sourches (1804-1845), duc de Tourzel, pair (1830)
- Général, Louis-Albert de Brancas (1775-1851), duc de Céreste, pair (1830)
- Amiral, baron Victor Guy Duperré (1775-1846), pair (1830)
- Comte François-Régis de La Bourdonnaye-Lire (1757-1839), pair (1830)

## Portraits

Quelques pairs de France de la première Restauration en uniforme
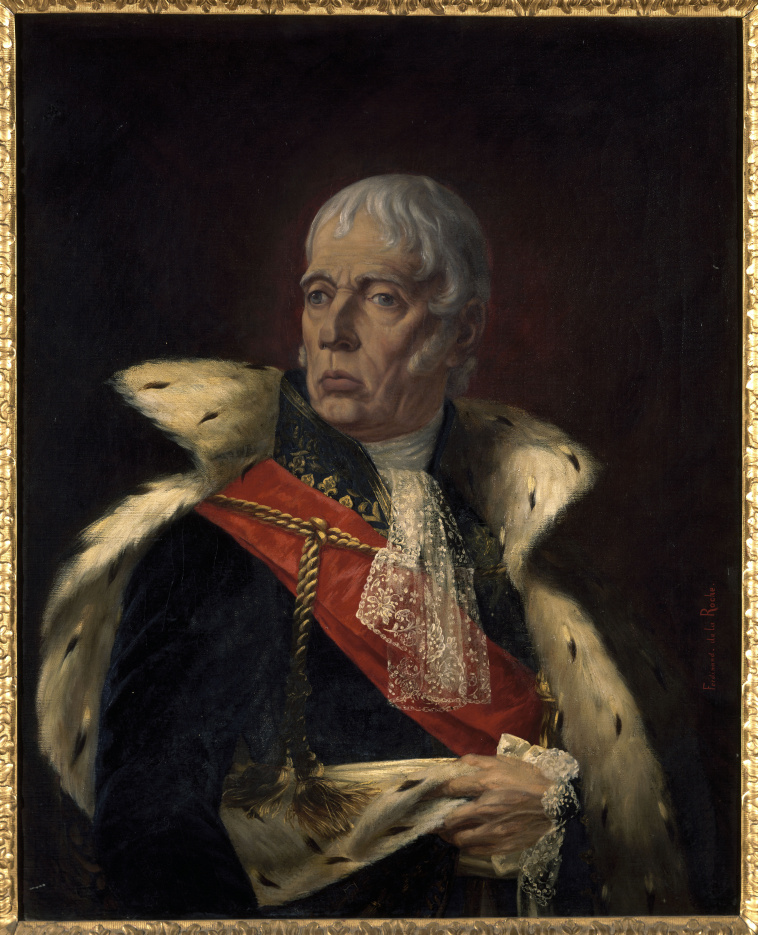
Le comte d'Aboville par Laroche.
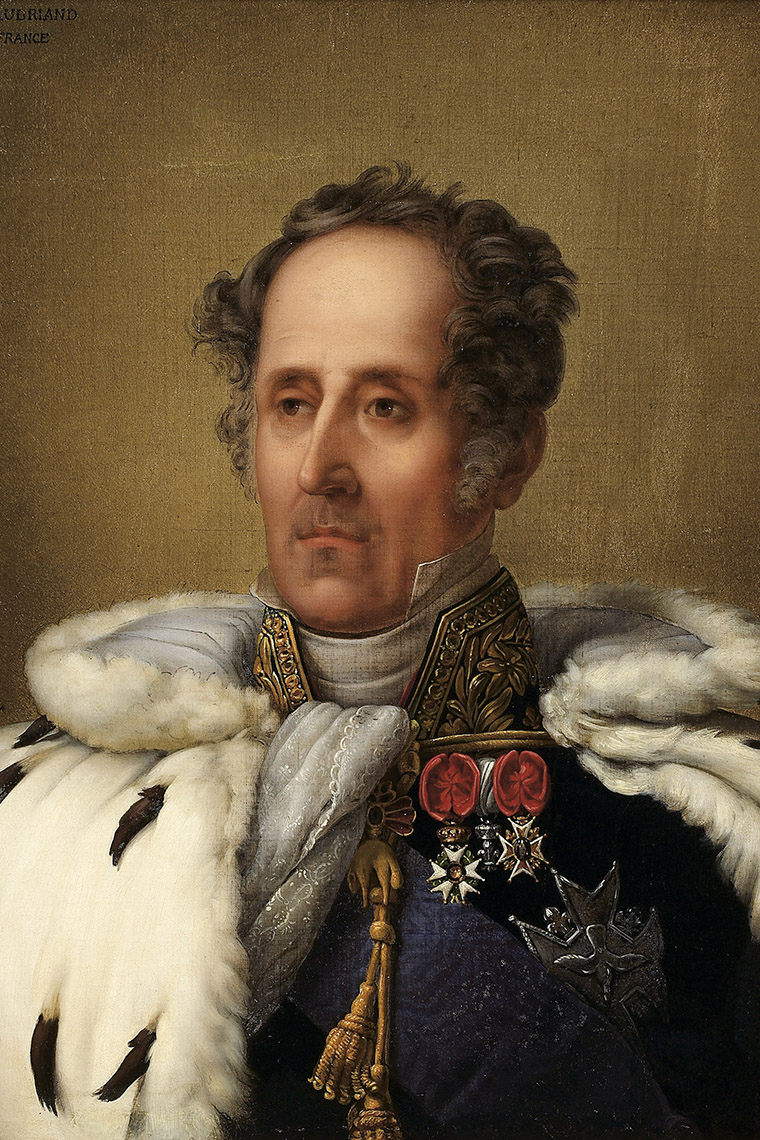
Le vicomte de Chateaubriand par Delaval.
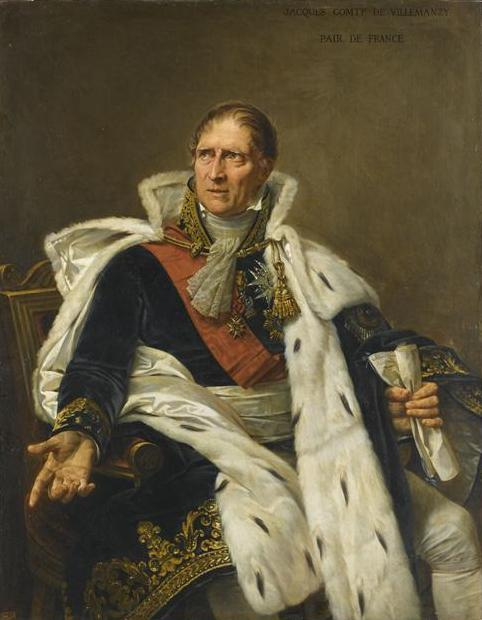
Le comte de Villemanzy par Gros.
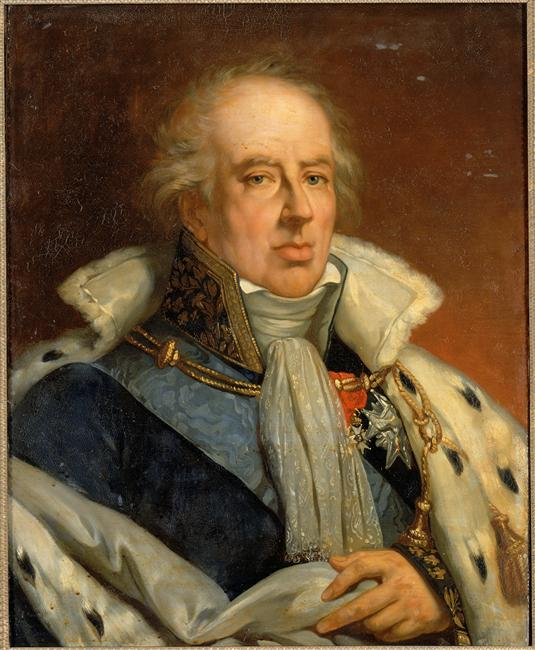
Le duc de La Rochefoucauld par Devéria.